# Бистрец (квартал)
Вижте пояснителната страница за други значения на Бистрец.
Бистрец е квартал на гр. Враца, България.
До 8 май 1971 г. Бистрец е самостоятелно село. С указ №757, обнародван на тази дата, Бистрец е слят административно с Враца и става негов квартал.

## Местоположение
Намира се на 5 километра западно от центъра на града и е разположен в подножието на Врачанската планина около голям карстов извор. Землището му граничи на изток с Враца, на юг – със с. Згориград, на запад – с Българска Бела (квартал на с. Бели извор) и с. Горно Озирово, на север – с Нефела и с Кула̀та (квартали на Враца).

## История
В района на Бистрец са намерени случайно сребърни тетрадрахми от времето на цар Александър III Велики /Герасимов, Т., 1950, с. 319/. На север от квартала по левия бряг на р. Лева се издигат двадесетина тракийски надгробни могили, но те не са проучени. Някои от могилите се разорават с машини и на повърхността се показват камъни от гробница. В местността Мало Радовене се намират железни антични и средновековни оръдия. Около големия карстов извор в квартала се намират следи от средновековно селище и некропол. Според едно местно предание тук е имало манастир, който се наричал Св. Георги. При нашествието си турците го разрушили и днес от него е останал само един напрестолен камък с кръст. Макар че твърде вероятно би било да е останал от разрушена средновековна църква. В друго местно предание се казва, че името на Бистрец е било името на карстовия извор, около който се заселило селото и с времето станало име и на квартала.
Квартал Бистрец е заварено от турските завоеватели с днешното си име. Среща се за първи път в османски документ от 1430 г., където е записано Бистридж /РСт,1, с.373/, а също от средата на 15 в. като ленно владение с 11 домакинства. Заедно с Бистрец в този документ се изреждат и селата Върбешница, Дърводелци, Крапец, Късинец, Патлейна, Радовене и Слатина /ИБИ,18.257/. След 15 в. селата Дърводелци, Късинец, Патлейна и Слатина са обезлюдени и престават да съществуват. Останали само Бистрец и Върбешница. В друг документ от 1606 г. пише, че село Бистрец, спадащо към Враца, е в зиамета на Махмуд чауш от високия двор, за което му е дадено свещено решение да владее селото заедно с Комаровец, Косталево, Оходен, Радовен кючук и Ребърково /НВ КМ Ор. ОАК,128/2, л.52 и 57 а и б—II/. В един доста интересен документ с дата 8 юли 1673 г. се казва, че за същата година от Бистрец са мобилизирани като черехори /гребци, бурлаци/ за турския Дунавски флот следните лица: Димитър син на Кръскю, с поръчител Тодор и Доброслав от същото село; Атанас, син на Найден с поръчител Тодор и Димитър, син на Иван, с поръчител Тодор/НБ КМ, ф.29, арх.ед.№164/. А в документа от 1715 г. в село Бистрец са обложени с данък 3 бащинници и 3 войнугани.
Село Бистрец е родното място на Гаврил Петров – бистричанин, който е роден тук през втората половина на 18 в. Бил е игумен на манастира „Св. Иван“. Емигрирал е във Влашко и е живял в Букурещ. Съмишленик е бил на Софроний Врачански, на Иван Замбин и на Атанас Некович. Подпомагал е Димитраки Хаджитошев, който го е готвел за Врачански владика на мястото на гърка Методий /Семеен архив на Хаджитошеви, т.I, с. 325 и 656 и документ №357 от 1826 г./.
Поради чумна епидемия по време на Османската империя селото се е местило временно в местностите Мироновото и Мало Радовене. Училището е открито през 1878 г., а дотогава децата са се учили в килийно училище при манастира „Св. Иван Късинец“, наричан още Св. Иван Пусти, където е имало и прочута щампарница. Този манастир просъществувал до 1944 г. В пещерата над него, която изглежда е била скит на някой светец, имаше фресков надпис с дата 1540 г. и се четеше името „Димитър, син Дубов“. Сега надписът е олющен и не личи /Михайлов, Ст., 1952, 390/. Манастирът е бил жестоко опустошен и разграбен. От манастирските постройки са стърчали само голи стени без покрив. Манастирската църква е била безмилостно разсипана. В последните години манастирът е реставриран.

## Родове от Бистрец
Стари родове в Бистрец са: Аврамовци, Вутовци, Гераскови, Гръгоровци, Гутуранците, Гьоновци, Коловци, Кръньовци, Кулинци, Лиловци, Лишковци, Мироновци, Нанчовци, Неделкинци, Панчовци, Пенковци, Стаменовци, Тоновци и Чобанете. В началото на 19 в. върху землището на обезлюденото средновековно селище Късинец дошли преселници от планинските села и образували Су/х/одолската махала. В края на 19 в. жителите на тази махала се преселили в селото Бистрец. Това са родовете:
Су/х/одолците, Тударовци, Подмолете, Сакулчовци, Тантиловци, Кукувиците, Уруковци и Шареняците. През втората половина на 19 в. в Бистрец дошли десетина семейства от разни места: Бонинци – от Зимевица, Пинтарците – от Очин дол, Гладниците – от колибите Врачански Веслец, Клюнчовци – от Осиково, Елисейците – от с. Елисейна, Моравчето – от с. Моравица, Бабинковци и Саботинови – от с. Бов, Кременците – от Горна Кремена, Капинярите – от Лакатник и Илиевци – от Оплетня. Село Бистрец е дало малко изселници. Към средата на 19 в. в Липница, Ореховско, се преселва бистрешкия род Гъсаците.
Възрастното население на Бистрец все още изговаря каща, заб, пат и др. и членува съществителните от м.р., ед.ч. на о: -доло, врао и пр. Произнасят полена вм. поляна. Тук се срещат интересни лични имена като Макрина, Ранчо, Рула. В района му има доста старинни имена на местности като: Котля, Плазей, Пригио плат, Студил, Стагата и др.

## Население
- 1910 г.: 800 жители
- 1926 г.: 1015
- 1934 г.: 1165
- 1945 г.: 1248